# Bułgarscy posłowie do Parlamentu Europejskiego 2007–2009
Bułgarscy posłowie VI kadencji do Parlamentu Europejskiego zostali wybrani w wyborach przeprowadzonych 20 maja 2007. Ślubowanie złożyli 6 czerwca 2007, zastępując deputowanych delegacji krajowej, wykonujących mandaty od 1 stycznia 2007.

## Lista posłów
Wybrani z listy GERB
- Nikołaj Mładenow
- Petja Stawrewa
- Władimir Uruczew
- Duszana Zdrawkowa
- Rumjana Żelewa

Wybrani z listy Europejskiej Platformy Socjalistycznej
- Ilijana Jotowa
- Kristian Wigenin
- Ewgeni Kiriłow
- Marusja Lubczewa
- Atanas Paparizow

Wybrani z listy Ruchu na rzecz Praw i Wolności
- Marieła Bajewa
- Filiz Chjusmenowa
- Metin Kazak
- Władko Panajotow

Wybrani z listy ugrupowania Ataka
- Sławczo Binew
- Desisław Czukołow
- Dimityr Stojanow

Wybrana z listy Narodowego Ruchu Symeona Drugiego
- Bilana Raewa